# Марина-ель-Аламейн
Марина-ель-Аламейн або Марина (араб. مارينا العلمين, [mæˈɾiːnæ l.ʕælæˈmeːn]), стародавній Леукаспіс або Антиф — це елітне курортне місто, яке обслуговує переважно єгипетську еліту. Він розташований на північному узбережжі Єгипту, з 11 км (6,8 миля) довгий пляж, близько 300 км (190 миля) від Каїра, в районі Ель-Аламейн.

## Археологічна пам'ятка
Археологічна  пам'ятка  Марина Ель-Аламейн знаходиться приблизно в 5 кілометрах на схід від сучасного міста Ель-Аламейн (96 кілометрів на захід від Олександрії). Він охоплює великі залишки портового міста греко-римського періоду, яке функціонувало з 2-го століття до нашої ери до 6-го століття нашої ери.
Леукаспіс був великим портовим містом з населенням близько 15 000 чоловік. Ймовірно, це був важливий торговий центр між Єгиптом і Лівією і, здається, був головним центром імпорту з Кріту. Поселення було зруйновано в 365 році, коли землетрус біля берегів Криту спричинив цунамі. Місто не було відновлено, частково через занепад Римської імперії. Леукаспіс був втрачений до 1986 року, коли група інженерів, які будували дороги в Марині, виявили старовинні будинки та гробниці. 200 acres(80ha)навколишньої землі було визначено археологічним районом, а розкопки почалися в 1990-х роках. До відкриття об’єкта портова зона поселення була зруйнована, щоб створити штучну лагуну для курорту.
Територія археологічних досліджень і консерваційних робіт простягається приблизно на кілометр уздовж морського узбережжя та 550 метрів углиб суші. Археологічні та архітектурні дослідження виявили планування стародавнього міста; було виділено кілька напрямків. У центрі лежала головна площа, оточена портиками, а також елліністичні та римські лазні та базиліка. Сусідні житлові квартали були щільно забудовані. На півночі розташовувалася портова інфраструктура (зараз зруйнована) та складські приміщення. У південній частині місця виявлено великий некрополь та другу (ранньохристиянську) базиліку. Некрополь функціонував з кінця II століття до нашої ери до IV століття нашої ери. Він досить добре зберігся і має надзвичайну різноманітність похоронних пам’яток. Серед кількох десятків гробниць різної форми є типи, які раніше не були знайдені в Єгипті або, якщо й були, то дуже погано збереглися.
У 2010 році єгипетський уряд почав відкривати Леукаспіс як музей під відкритим небом у середині вересня 2010 року з метою розширення туризму до Марини та  Ель-Аламейн та Тапосіріс Магна.

### Історія досліджень
Охоронні археологічні  розкопки, організовані Єгипетським міністерством у справах старожитностей, почалися у 1986 році  З 1988 року на об’єкті працювали польсько-єгипетські природоохоронні експедиції під керівництвом Влодзімєжа Бентковського (1988–1989) та Ярослава Добровольського (1990–1993). У 1995 році розпочалася місія з охорони природи, яку очолив спочатку Станіслав Медекша, а потім Рафал Чернер з факультету архітектури Вроцлавського університету науки і техніки. Проект проводиться під егідою Польського центру середземноморської археології університету Варшави (PCMA UW) у співпраці з факультетом архітектури Вроцлавського університету науки і техніки та Державним міністерством старожитностей Єгипту. З 1987 року PCMA UW також проводить археологічні розкопки – до 2011 року ними керував Віктор А. Дашевський  Його змінив Кшиштоф Якубяк  який у 2019 році, після переробки проекту, став директором міждисциплінарного проекту, що поєднує консерваційну та археологічну роботу.

## Туризм
Курорт є закритим, і доступним лише для тих, хто володіє нерухомістю всередині або має дозвіл на вхід від власника нерухомості. Протягом майже 15 миль (24 км) цей пляжний курорт розділений на сім різних секцій під назвою Marina 1–7. Вапнякові вілли та шале з ландшафтною зеленню характеризують цю ексклюзивну частину Близького Сходу.

## Історична накладка
Дві тисячі років тому,на цьому курорті був метушливий греко-римський порт.

У той період територія була зруйнована цунамі в результаті землетрусу, який вразив Крит на північному заході.

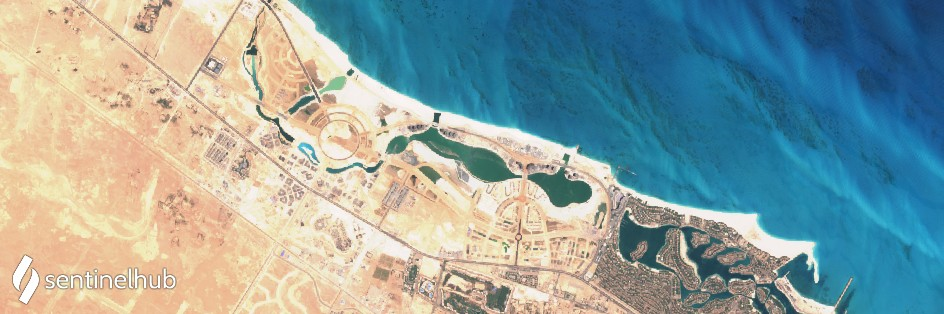
Супутникове зображення
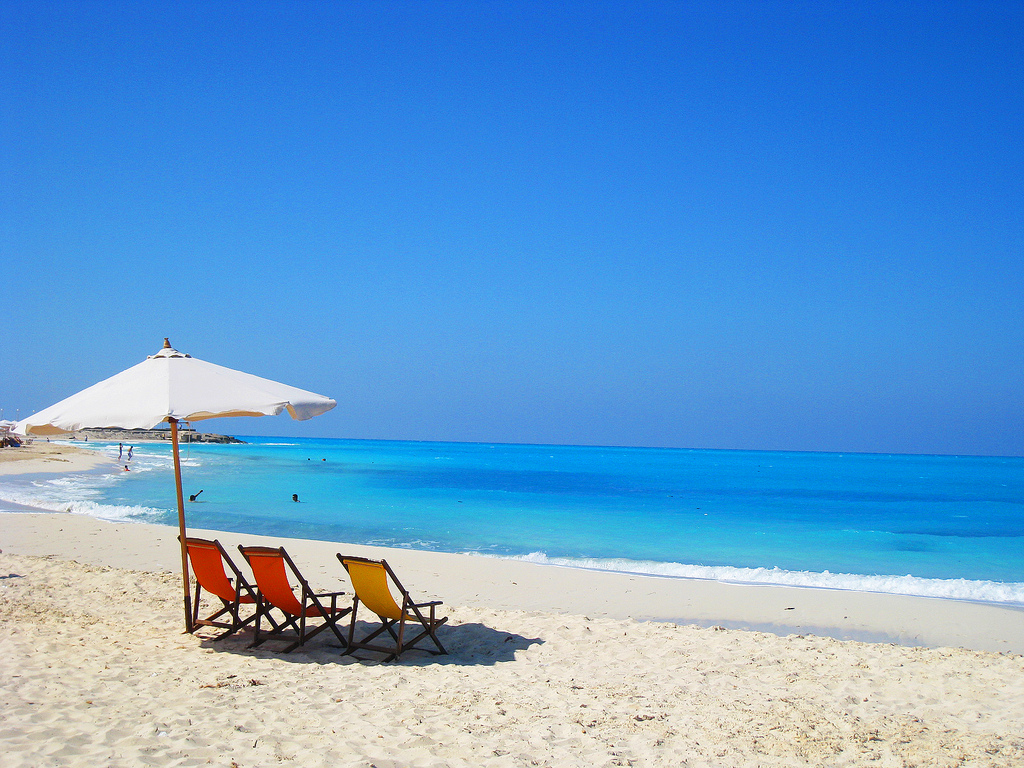
Пляж на Марині
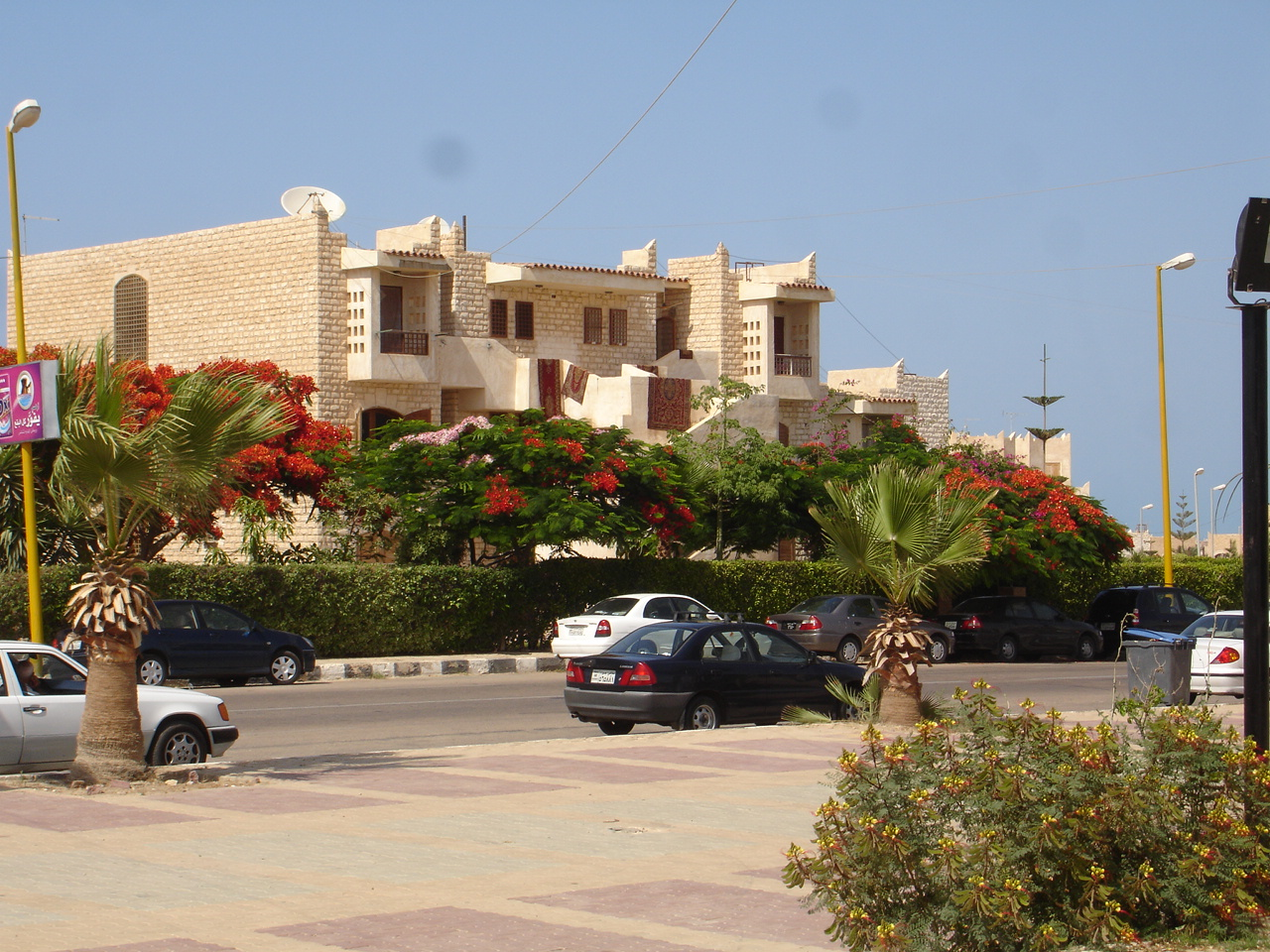
Шале з вапняку в Марині
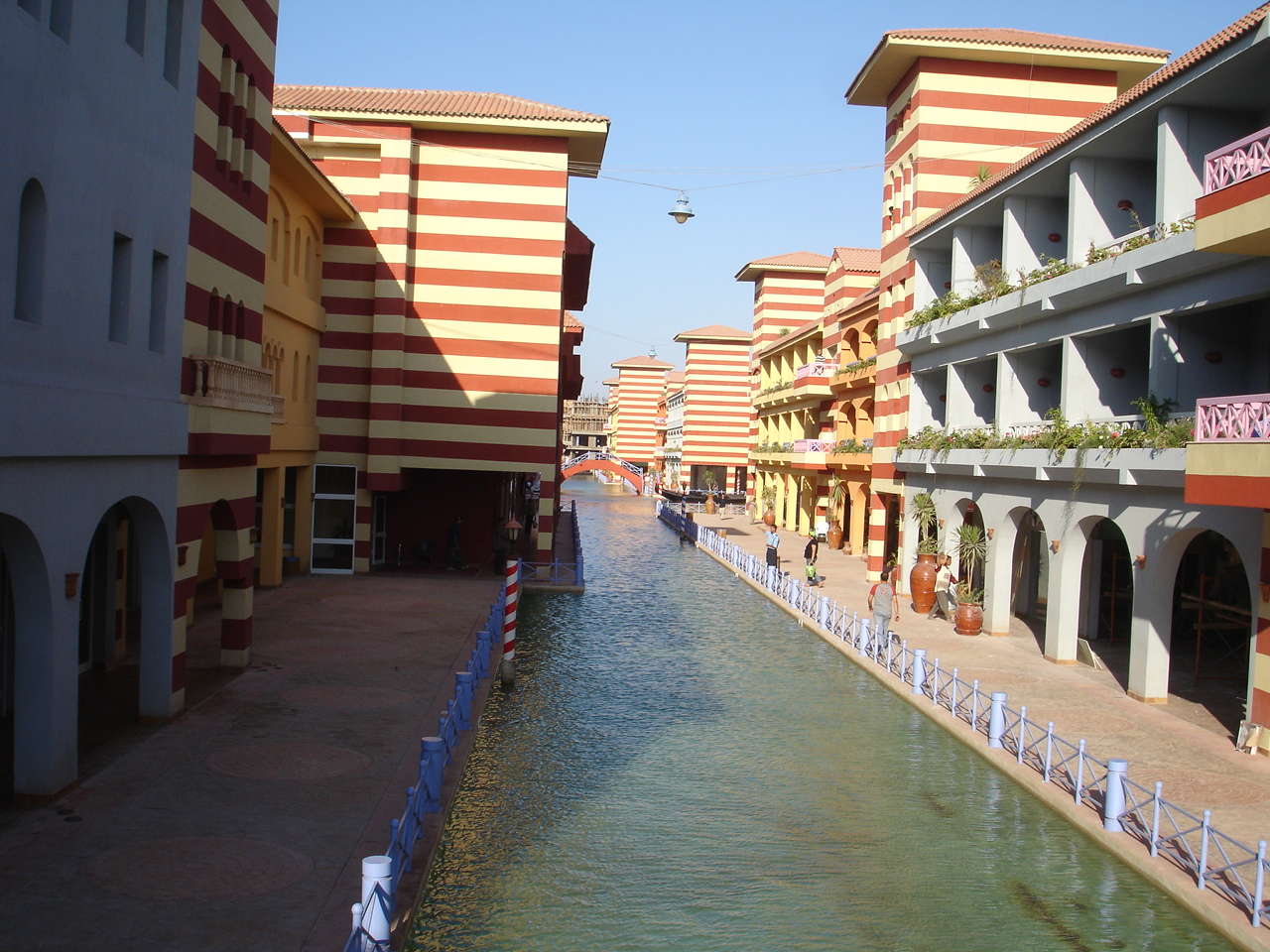
Венеціанські канали в Порто Марина.
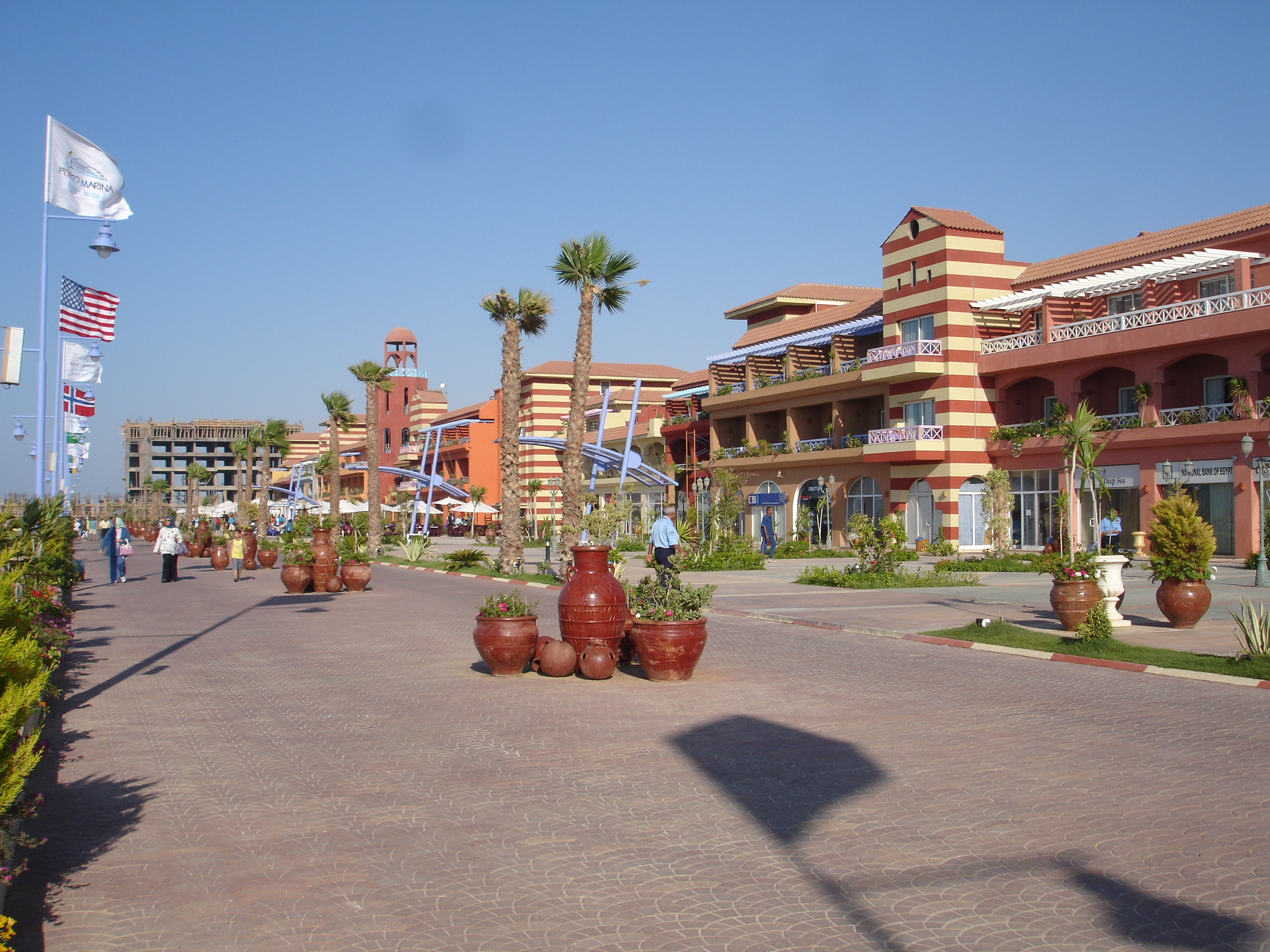
Готелі Порто Марина.
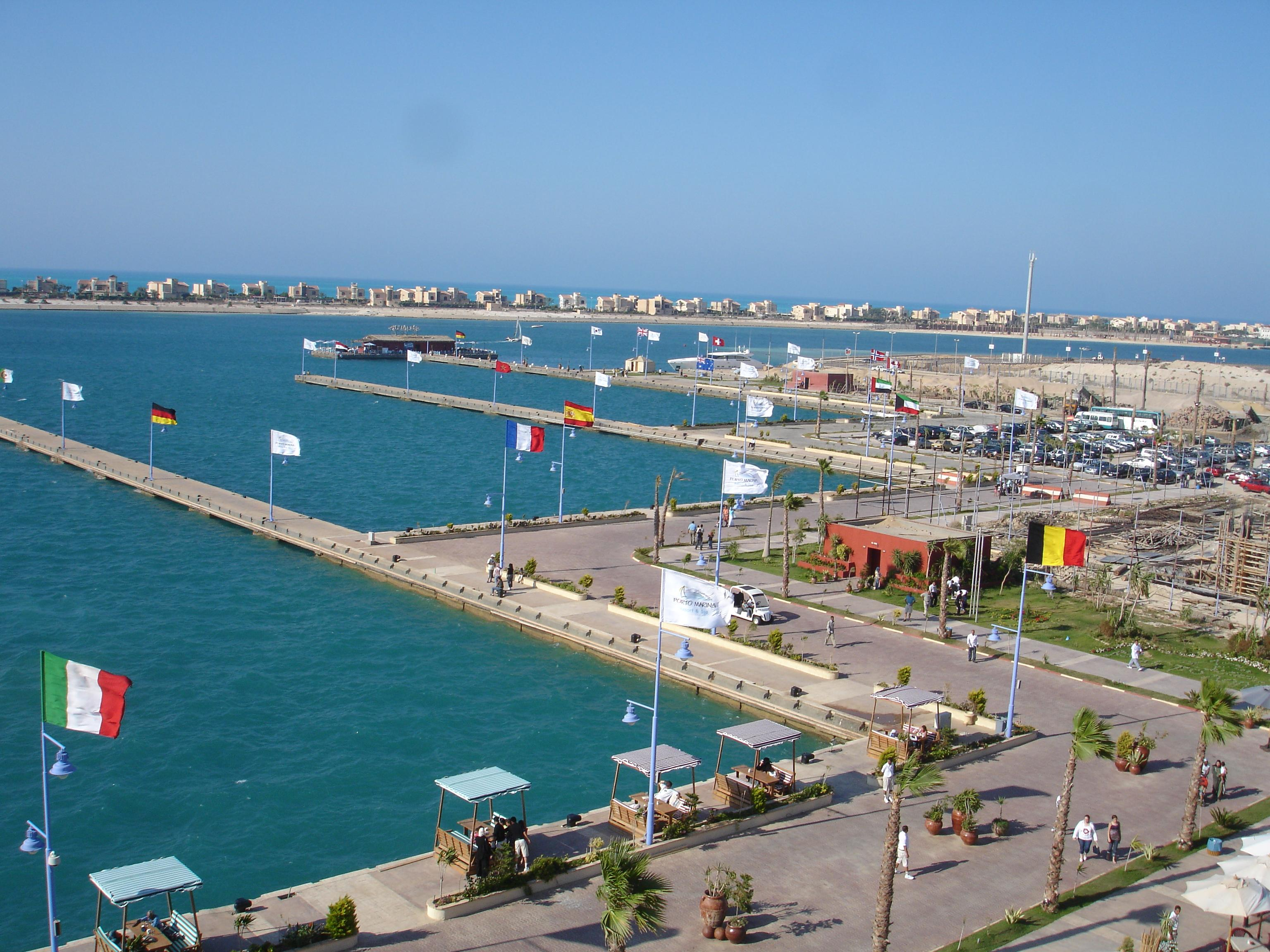
Порту Марина.
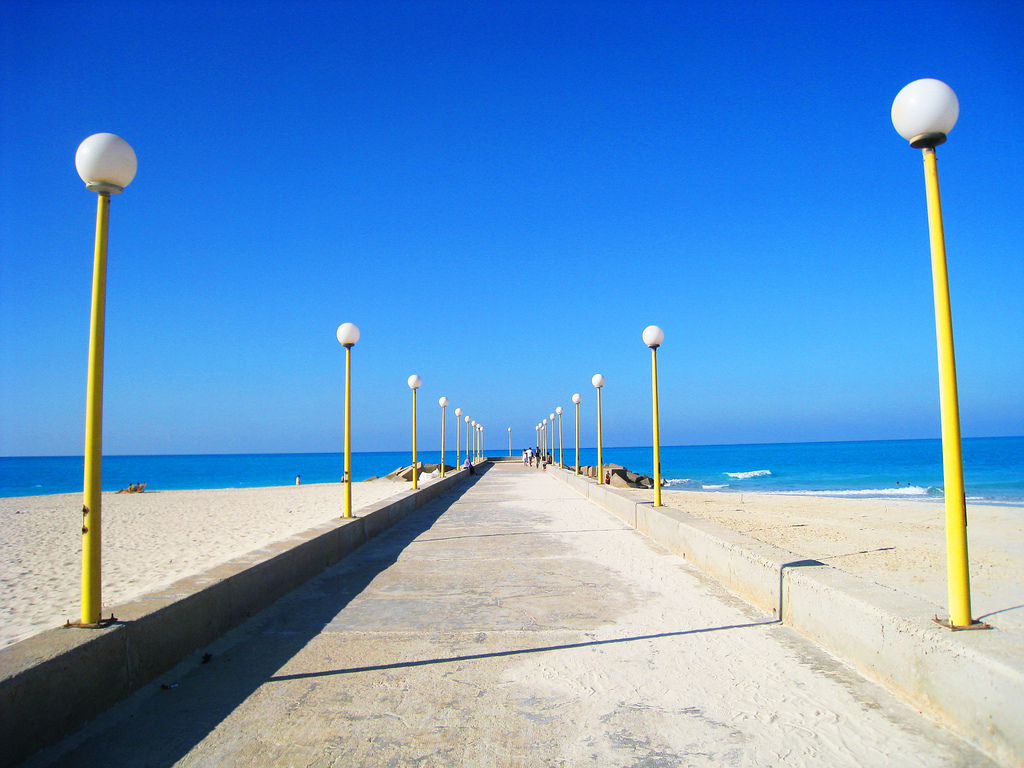
Морський міст в Марині.

## Дивіться також
- Ель-Аламейн
- La Femme (пляж)
- Північне узбережжя Єгипту